# Aldueso
Aldueso es una localidad del municipio de Campoo de Enmedio (Cantabria, España). En el año 2025 contaba con una población de 5 habitantes (viviendo). Está a una distancia de 3 kilómetros de Reinosa Se encuentra a una altitud de 809 m s. n. m. El origen etimológico de su nombre está en el latín dorsum, espalda´´, de donde el dueso, "la ladera".

## Personajes ilustres
- Alejandro García Saiz, héroe de la guerra de Marruecos.